# Henry Hudson

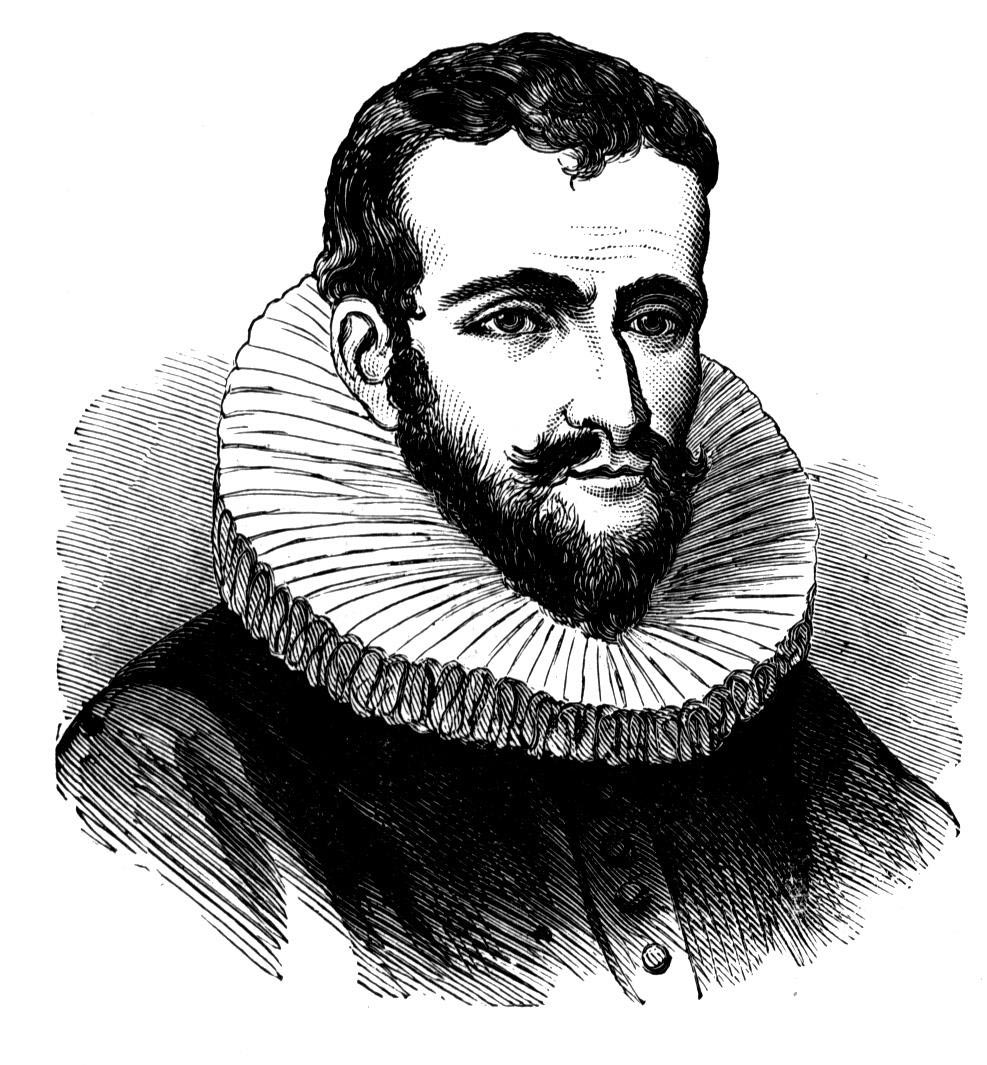
Henry Hudson

Henry Hudson (c. 1550 — desaparecido em 23 de junho de 1611) foi um explorador e navegador marítimo inglês no início do século XVII, mais conhecido por suas explorações do atual Canadá e partes do nordeste dos Estados Unidos.

## Vida
Em 1607 e 1608, Hudson fez duas tentativas em nome de mercadores ingleses para encontrar uma passagem do nordeste para Cathay através de uma rota acima do Círculo Polar Ártico. Em 1609, ele desembarcou na América do Norte em nome da Companhia Holandesa das Índias Orientais e explorou a região ao redor da moderna área metropolitana de Nova York . Procurando uma passagem do noroeste para a Ásia em seu navio Halve Maen ("Meia Lua"), ele navegou pelo rio Hudson, que mais tarde recebeu seu nome, e assim lançou as bases para a colonização holandesa da região.
Em sua expedição final, enquanto ainda procurava a Passagem do Noroeste, Hudson se tornou o primeiro europeu a ver o Estreito de Hudson e a imensa Baía de Hudson. Em 1611, depois de passar o inverno na costa da baía de James, Hudson queria avançar para o oeste, mas a maioria de sua tripulação se amotinou. Os amotinados deixaram Hudson, seu filho e sete outros à deriva; os Hudsons e seus companheiros nunca mais foram vistos.